# Белое Озеро (Калмыкия)
Белое Озеро (калм. Цаhан Нур) — исчезнувшее село в Лаганском районе Калмыкии. Село располагалось на старом Линейном тракте, связывавшим Астрахань и Кавказ, у одноимённого озера, между станциями Алабужинской и Гайдукской.

## История
Село являлось одним из старейших населённых пунктов Калмыкии. Село Белое Озеро впервые отмечено на карте Европейской России 1808 года. СНа карте 1858 года отмечено как станица Белозёрская. Это же название сохранялось и в начале 20-го века. В 19-м — начале 20-го века у Белого Озера располагалась зимняя ставка Эркетеневского улуса калмыков Астраханской губернии. Согласно Списку населённых мест Астраханской губернии в 1859 году в станице Белозёрской (Джан-Баш) проживало 40 душ мужского и 30 душ женского пола. В станице имелась почтовая станция с гостиницей.
В 1920 году село включено в состав Калмыцкой автономной области. На немецкой военной карте 1941 года населённый пункт вновь отмечен как село Белое Озеро. 28 декабря 1943 года калмыцкое население села было депортировано. Последний раз село отмечено на международной карте 1964 года, однако можно предположить, что к этому времени населённый пункт уже исчез.
Топоним «Белое Озеро» сохранился в названии станции СКЖД, расположенной на линии Кизляр-Астрахань к востоку от исчезнувшего села.

## Население
| 1859 |
| ---- |
| 70   |